# Eudes III de Bourgogne
 (mai 2024).
Pour les articles homonymes, voir Eudes de Bourgogne.
Eudes III (ou Odon III), né en 1166, mort à Lyon le 6 juillet de l’an 1218, fils de Hugues III, duc de Bourgogne, et d'Alix de Lorraine, porta le titre de duc de Bourgogne de 1192 à 1218. Il fut le septième duc de Bourgogne de la lignée capétienne.

## Prisonnier du roi Philippe Auguste

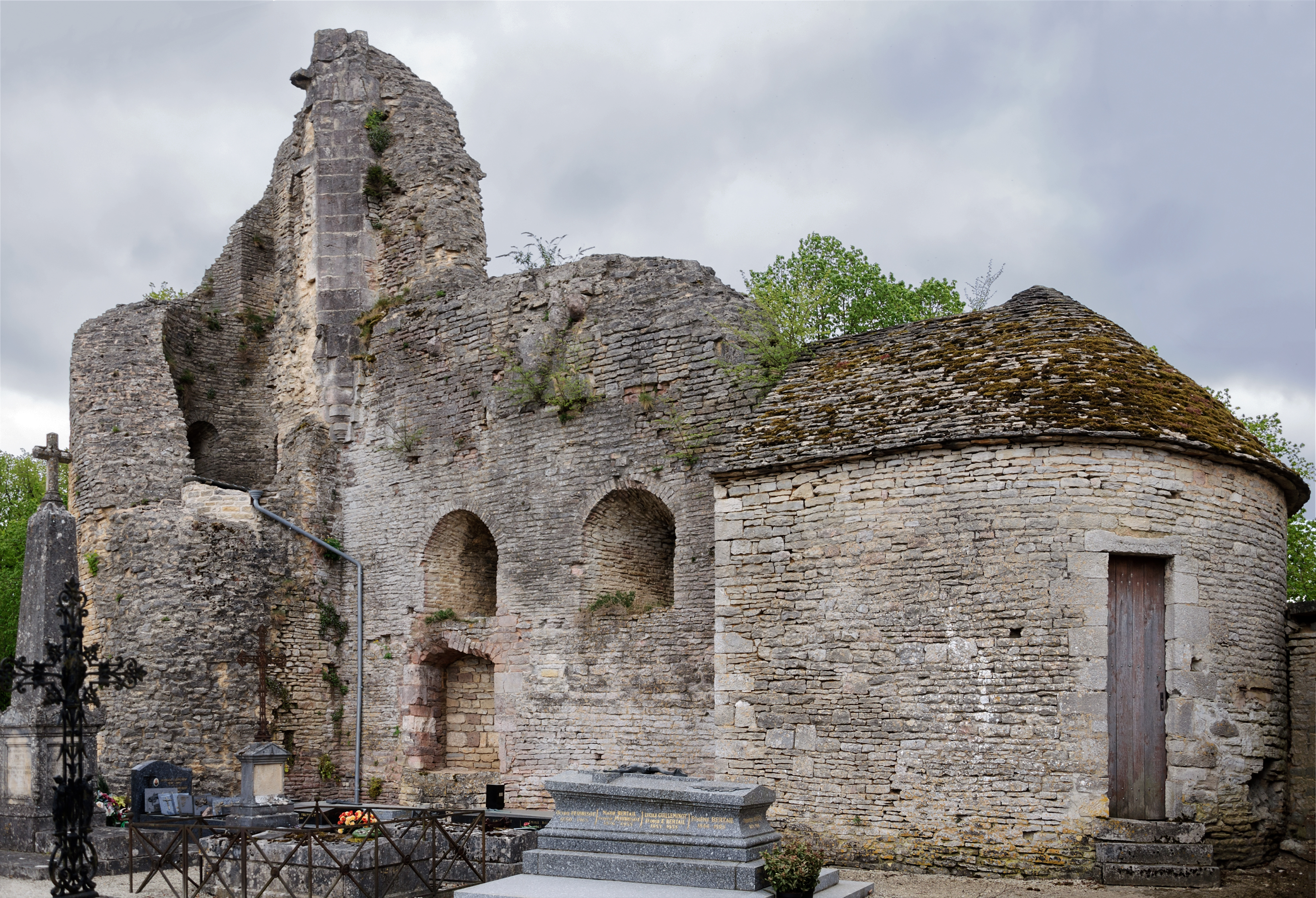
Vestiges du Château de Châtillon-sur-Seine.

Fils aîné du duc Hugues III, le futur Eudes III est fait prisonnier par le roi Philippe Auguste en 1184. Le roi de France vient de mettre un terme à l’insoumission de son père envers la couronne, en s’emparant du château de Châtillon-sur-Seine dans lequel Eudes commandait la garnison.
La guerre franco-bourguignonne avait commencé à Vergy en 1183 par un conflit entre Hugues III de Bourgogne et son vassal rebelle Hugues de Vergy.
Maître de la forteresse, place forte juchée sur le rocher de Vergy, qui domine la plaine de Bourgogne, et récemment renforcée par son père Gui de Vergy, fort du soutien apporté par les barons bourguignons auxquels il est lié par les liens familiaux, Hugues de Vergy affronte le duc de Bourgogne Hugues III. Il refuse de lui rendre foi et hommage. En 1183 la guerre est déclarée entre Hugues de Vergy et le duc Hugues III.
Les premiers assauts du duc contre Vergy demeurent sans résultat. Le duché est mis à feu et à sang. Les biens et les domaines des deux adversaires subissent des dévastations. Les biens ecclésiastiques ne sont pas épargnés et les plaintes des gens d’église ne tardent pas à arriver à la cour du roi Philippe Auguste, d’autant plus que le duc les met à forte contribution pour subvenir aux frais de ces expéditions.
Le conflit connaît une trêve, mais renaît en 1185. Dans l’impossibilité de s’emparer de la forteresse, Hugues III fait édifier quatre bastilles qui bloquent Vergy. Le sire de Vergy fait appel au roi, qui dépêche une armée commandée par Hugues de Broyes. Ce dernier échoue cependant à faire lever le siège. Philippe Auguste convoque alors Hugues III à Sens en décembre 1185, mais celui-ci refuse toujours de cesser les hostilités. Au début de l’année 1186 le roi, à l’improviste, vient lui-même détruire les bastilles évacuées par les troupes ducales. Le duc à nouveau convoqué à la cour royale est condamné à une amende de 30 000 livres parisis.
Hugues III cherche un appui du côté de l’Empire et prend contact avec Frédéric Barberousse. Ce dernier, trop soucieux de ménager le roi capétien, reste insensible sa demande.
Philippe Auguste saisit l’occasion de ramener le duc de Bourgogne à la raison. Sa réaction est rapide et déterminée. En mars 1186, le roi fait alliance avec le comte de Flandre. Les deux armées réunies se dirigent sur Châtillon-sur-Seine, porte de la Bourgogne donnant sur le royaume de France. Après deux ou trois semaines de combats, l’enceinte de la ville est forcée, les murs du château s’écroulent, le passage du donjon dans lequel s’était réfugié Eudes ouvert. Châtillon succombe et Eudes se retrouve au nombre des prisonniers de Philippe Auguste. Hugues III se soumet.
Sur une intervention supposée de l’empereur Frédéric Barberousse, Philippe Auguste se montre conciliant et Eudes paraît avoir été libéré dès le mois d’avril 1186.

## Maître du duché
Après sa défaite de Châtillon-sur-Seine, Hugues III devient un vassal tout dévoué au roi de France. En 1190, le duc rejoint le roi Philippe II Auguste à Morancé et, de là, ils partent ensemble pour la Terre sainte à l'occasion de la troisième croisade, avec l’intention de s’embarquer à Gênes. En son absence, le duc confie le gouvernement du duché à son fils Eudes. Les dispositions arrêtées entre Eudes, Béatrix, femme du duc et belle-mère d'Eudes, sont confirmées par le roi Philippe à Morancé. Il prend sous sa protection les hommes, terres et animaux de l'abbaye de Saint-Martin d'Autun, en 1191. Eudes ne porte le titre de duc qu’en 1192, à la mort de son père. Après le départ du duc, Eudes parcourt le duché pour mettre en ordres les affaires de Bourgogne et conduit sa belle-mère, comtesse d'Albon, en Dauphiné selon les dispositions arrêtées par son père.

## Duc de Bourgogne
À Dijon parvient la funeste nouvelle : son père, le duc de Bourgogne Hugues III a trouvé la mort le 25 août 1192 devant Acre en Palestine. Eudes, le fils aîné est dans sa vingt-sixième année. Selon l’ancestrale coutume de Bourgogne, le cortège de notables bourguignons, barons, connétables et fidèles l’entraînent avec Alexandre, son frère puîné, jusqu’à la vieille abbaye Saint-Bénigne de Dijon. Face à cette communauté, assis à côté de l’abbé, Eudes renouvelle les privilèges et donations accordées par ses prédécesseurs et, il reçoit l’investiture des pairs de Bourgogne qui le proclament duc de Bourgogne, 3e du nom.

## Chevauchée en Flandre et première alliance matrimoniale
En 1193, Eudes III n’est pas encore engagé par les liens matrimoniaux. Sa cousine au sixième degré, Mathilde de Portugal ou (Mahaut), fille d'Alphonse Henriques, est veuve de Philippe d'Alsace, comte de Flandre, lui aussi mort au siège d’Acre le 1er juin 1191 et demeuré sans postérité. En dépit de la résistance de Mathilde, Baudouin V, comte de Hainaut qui a épousé Marguerite, la sœur de Philippe d'Alsace, met la main sur le comté de Flandre. Dans l’espoir de faire valoir les droits de sa cousine et, en cas de succès, d’agrandir la Bourgogne en récupérant un apanage, Eudes contracte mariage avec Mathilde et participe à des luttes assez vives en Flandre. L’union avec Mathilde est contractée en 1193. Elle est de courte durée. Le roi Philippe après quelques réticences reconnaît finalement la prise de possession de la Flandre par Baudoin de Hainaut et en reçoit l’hommage. Mille rivalités agitent constamment la Flandre et Eudes se rend compte que la situation est sans issue. Il est déçu dans ses espérances « à tous points de vue » : pas de domaine, pas d’enfant. Il répudie Mathilde en 1195. E. Petit, ajoute une cause supplémentaire aux motifs de cette répudiation : Mathilde aurait été indignée de la conduite de son époux devant une « servile condescendance aux volontés du roi Philippe » dans l’affaire de la nullité du mariage de ce dernier d'avec Ingeburge de Danemark.

## Deuxième guerre de Vergy

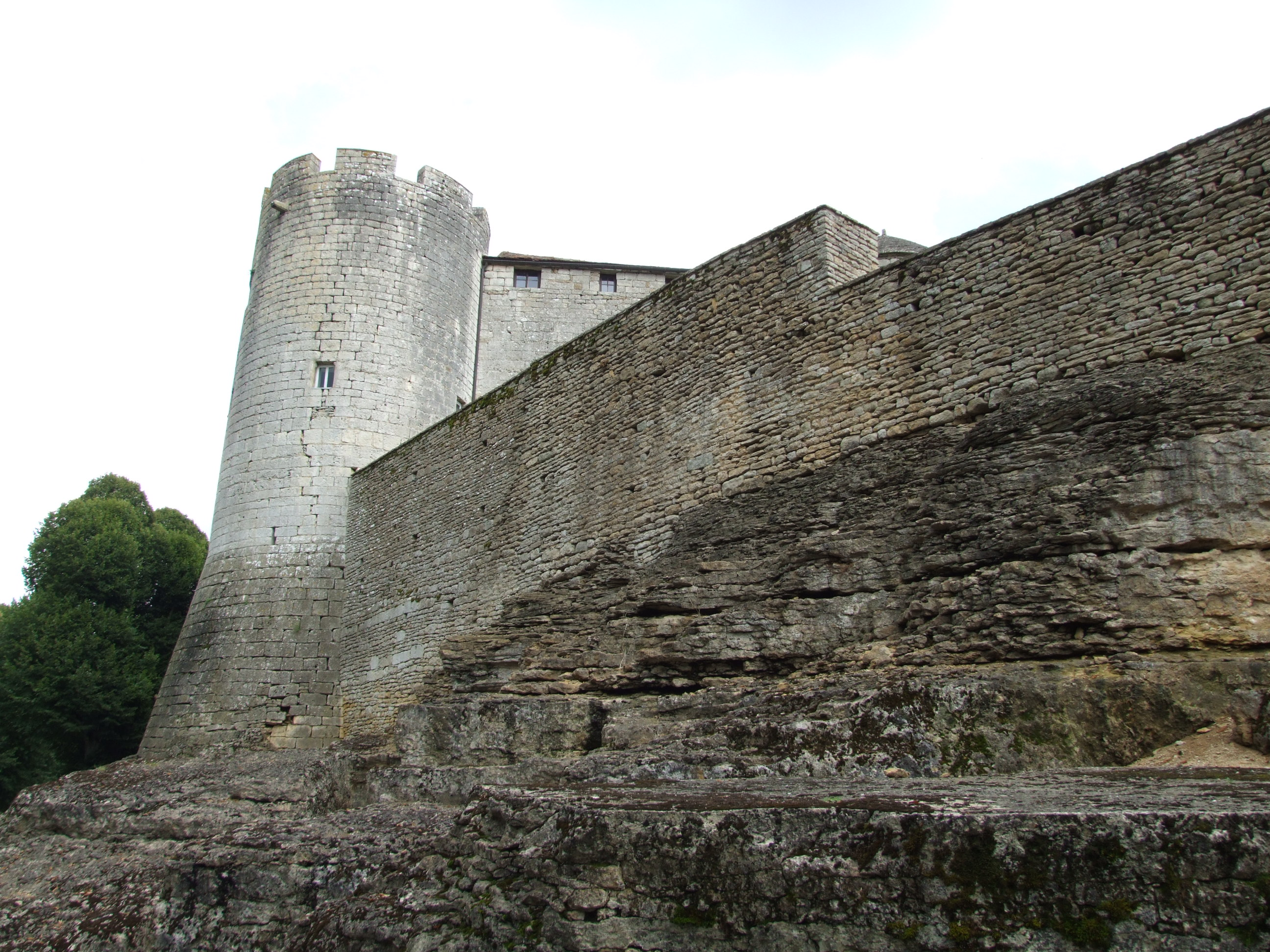
Le château de Mont-Saint-Jean.

L’origine de ce conflit n’est pas connue avec précision. J. Richard place ces hostilités dans les années 1192-1193. Le conflit met aux prises une coalition à la tête de laquelle se place le seigneur de Vergy et qui comprend Guillaume II, comte de Chalon, de ses beaux-frères, Joceran de Brancion, Othon comte de Bourgogne et d’Étienne d’Auxonne son gendre, complétée par les seigneurs Champenois, Eudes et Guillaume de Champlitte ; Guillaume de Champlitte étant le vicomte de Dijon. Tous appuient le sire de Vergy qui estime le moment favorable pour refuser tout hommage à son suzerain. Eudes III a devant lui un orage redoutable à conjurer, la conflagration risque d’être générale et menaçante. Dans toute la Bourgogne, la lutte va être partout engagée par les partisans de l’une ou l’autre bannière. Étienne de Mont-Saint-Jean, coseigneur de Vergy, parent ou allié des puissantes familles engagées dans le conflit, est aussi le sénéchal du duc, un de ses grands officiers. Les fonctions qu’il occupe lui font un devoir de soutenir son suzerain, mais les liens de famille et de vassalité qui le rattachent aux autres maisons le mettent dans une situation pénible et embarrassante. Eudes le place dans l’obligation de choisir entre le devoir et le dévouement ou la défense de son intérêt personnel. Étienne se prononce pour le devoir qu’il doit à son suzerain et met tous ses châteaux à disposition du duc. Moyennant la cession de quelques domaines ducaux il lui abandonne aussi la sénéchaussée. Eudes parvient encore à détacher d’autres seigneurs révoltés. Le choix de la fidélité à Eudes fait par Étienne irrite les coalisés. Mais les conséquences d’une grave guerre, qui va mettre à feu et à sang toute la région et sera désastreuse pour tous les partis, leur donnent à réfléchir et les incitent finalement à choisir la voie de la médiation et du rapprochement. C’est la solution qui prévaut. Les négociations sont conduites à l’abbaye de Cîteaux. En 1197, pour l'anniversaire de son père il donne la terre d'Eschaulées à l'abbaye de Saint-Martin d'Autun.

### Une épouse dans le traité de paix
Aux termes de ces négociations, Eudes, au prix de quelques concessions, reçoit l’hommage du sire de Vergy. Le traité stipule, comme clause principale, que le sire de Vergy fiance sa fille Alix au duc de Bourgogne, à laquelle il promet le château de Vergy et tout ce qu’il avait en deçà de la Tille. En réciprocité, Eudes donne à Hugues tout ce qu’il possède au-delà de La Tille. Ces conventions mettent définitivement fin aux hostilités entre la maison de Bourgogne et le puissant sire de Vergy.
Le mariage avec Alix fut célébré dans l’été 1199. Eudes déclare à cette occasion que la duchesse Alix est investie du droit de garde de l’abbaye de Tart, comme l’ont été avant elle toutes les duchesses de Bourgogne. E. Petit rapporte à cette occasion un détail cocasse : « À l’occasion de cette cérémonie, ils concédèrent l’un et l’autre au monastère de Vergy le droit de prélever un denier sur chaque chariot passant, soit à Vergy, soit à Vougeot afin de subvenir aux frais d’entretien d’un luminaire de cire, destiné à éclairer nuit et jour l’autel de l’église ». C’était le cadeau de mariage, imposé au petit peuple besogneux, pour le bonheur des époux.

## Les «affaires» d’Outre-Saône

### L’hommage des comtes de Bourgogne aux ducs, chevauchée germanique
Le comté de Mâcon situé dans la Bourgogne d’Outre-Saône rentre dans la dépendance des comtes palatins de Bourgogne mais le duc de Bourgogne possède des droits sur des territoires compris dans ce comté ; le fief de Mâcon. L’accession de Frédéric Barberousse au Comté de Bourgogne en 1156 a contraint le duc de mettre en sommeil les droits ducaux. Sa succession au comté de Bourgogne par son troisième fils, le comte palatin de Bourgogne Othon Ier, réveille la revendication de ces droits. Eudes demande l'hommage du comté de Mâcon à Othon Ier, pour ce fief que ce dernier tient de lui. Othon Ier refuse de lui rendre cet hommage. Eudes décide de porter le litige devant l’empereur Henri VI et se rend en Germanie, à la cour impériale de Francfort. Le jugement rendu par l’empereur Henri VI, frère d’Othon, est en faveur du duc de Bourgogne. Le diplôme rendu à la suite de ce jugement, daté du 27 avril 1193 stipule que le comte palatin de Bourgogne tient Mâcon et Pouilly-sur-Saône en fief du duc et doit lui rendre hommage,.

### L’hommage d’Étienne pour le fief d’Auxonne
Eudes III poursuit la politique d’accroissement du domaine ducal que ses prédécesseurs ont toujours menés avec plus ou moins de fortune. Le duc profite des occasions qui s’offrent à lui pour étendre sa mouvance au-delà de ses frontières. En terre d’Outre-Saône, le chef de la branche de « Chalon », Étienne d’Auxonne entre en guerre en 1197 contre le comte palatin Othon Ier, son suzerain, pour faire valoir ses prétentions à supplanter la branche aînée. Il a besoin de l’alliance avec le duc de Bourgogne et, pour l’obtenir, il lui fait hommage d’Auxonne, sa principale forteresse située en bordure de Saône, qui n’est pas un fief des comtes palatins mais un fief du prieuré de Vergy. Eudes III réalise ainsi son premier progrès d’extension dans l’ancien comté d’Amous. Les ducs ne cessèrent par la suite de s’y agrandir.

### Un traité de paix à Dijon entreOthonIIde BourgogneetÉtienneIId'Auxonne
Le mardi 18 octobre 1211, jour de la Saint-Luc, le duc de Bourgogne reçoit de grands personnages accompagnés de chevaliers de diverses nationalités. Sous la médiation du duc, le comte de Bourgogne Othon II (Othon II de Méranie) et Étienne II d'Auxonne viennent signer le traité de paix qui met fin à une lutte engagée depuis 1209. À son arrivée dans ses États du comté de Bourgogne, Othon a découvert la coalition menée contre lui par Étienne de la branche cadette. La guerre qui éclate est tout au désavantage d’Othon. Réduit à l’impuissance pour défendre son comté, le Méranien songe à en donner la garde à Guillaume comte de Vienne qui, dans ce cas, porterait le titre comtal. Devant le danger de voir cette province aux mains de ses plus terribles ennemis,, Étienne accepte la médiation offerte par Eudes III. Le duc seul dicte les conditions de paix qui vont pour le moment mettre les belligérants d’accord. Les conditions sont dures pour le vaincu, Étienne en recueille tous les avantages et assurances.

## Un soutien indéfectible à Philippe Auguste

### Défis au Saint-Siège

#### Les émissaires du roi du DanemarkKnutVIde Danemarkséquestrés
Philippe Auguste, veuf en premières noces, a épousé Ingeburge de Danemark, seconde sœur du roi Knut VI, en la cathédrale d’Amiens le 14 août 1193. Le 15 au matin, dans la cérémonie du couronnement, le roi manifeste des sentiments d’aversion et de répulsion pour la jeune épousée et, à peine l’office terminé, les courtisans parlent de déclarer nul le mariage. Le roi veut renvoyer Ingeburge. Le 5 novembre 1193 par complaisance du clergé, le roi obtient une sentence de nullité et relègue Ingeburge à Beaurepaire, prieuré de l’abbaye de Cysoing entre Valenciennes et Douai. Le roi Knut introduit une plainte à Rome auprès du pape Célestin III pour protester contre le prétexte de parenté qui a servi de base à la nullité du mariage. Il confie à André, son chancelier et à Guillaume, abbé de Saint-Thomas du Paraclet, vieil octogénaire, le soin de plaider la cause de sa sœur auprès du Saint-Siège. Par décision du 13 mars 1195, Célestin III déclare la déclaration de nullité illégale, enjoint à tous les prélats de s’opposer à un nouveau mariage et renvoie les émissaires chargés des précieuses lettres papales. Le chemin de retour passe par la Bourgogne. Eudes III est tout dévoué au roi de France ; parvenus sur les chemins de son État, les émissaires sont brutalement arrêtés, jetés en prison et leurs lettres confisquées. Sur de pressantes sollicitations, dont celles de Gui, abbé de Cîteaux, Eudes consent à adoucir leur captivité et à les conduire à l’abbaye de Clairvaux. De Clairvaux, les émissaires parviennent à faire passer des doubles des lettres confisquées qu’ils avaient soustraites aux recherches de leurs geôliers. Le roi de France était-il mécontent de cet adoucissement de leur captivité accordé par Eudes ? Toujours est-il que le duc les fait mettre en détention à Châtillon-sur-Seine d’où ils ne sont libérés qu’après six semaines grâce à l’intervention des abbés de Cîteaux et de Clairvaux. Célestin III ne peut laisser sans réponse une pareille offense : les bulles d’excommunications tombent sur le duc de Bourgogne et ses États que la complaisance des prélats, de crainte de perdre les bonnes grâces du duc et du roi et encouragés par le faible Célestin III, laissent sans exécution. Ces évènements n’empêchent pas Philippe Auguste de prendre Agnès Méran pour épouse. (1er juin 1196).
Si l’on peut tout oser sous la faible administration de Célestin III, les foudres canoniques d’Innocent III, successeur de Célestin III au trône de Saint-Pierre en 1198 vont changer l’ordre des choses.

#### Un grand concile à Dijon
Innocent III à peine élu adresse au roi Philippe lettres sur lettres pour l’obliger à se séparer de sa « concubine », Agnès Méran et reprendre Ingeburge, sa femme légitime et, s’il s’obstine, il mettra le royaume en interdit. Il exhorte le roi à remplir ses devoirs d’époux avec Ingeburge : « Essayer encore deux ou trois fois l’œuvre de chair …, », écrit-il dans l’une de ses lettres. Pendant dix-huit mois Philippe reste sourd aux injonctions du pape et Innocent III n’hésite pas à mettre ses menaces à exécutions. Il ordonne à son légat, le cardinal Pierre de Capoue de faire promulguer la sentence. Ce dernier convoque à Dijon un concile qui réunit le 6 décembre 1199 dans l’église Saint-Bénigne, cinq archevêques, dix-huit évêques, de nombreux abbés dont ceux de Cluny, de Vézelay, de Saint-Rémi de Reims et de Saint-Denis. On y voit aussi nombre de grands personnages dont les ambassadeurs du roi Philippe Auguste qui s’y trouvent aussi. Les discussions sont vives pendant les six jours. Le 12 au matin, alors que la condamnation va être prononcée, le concile est brusquement suspendu. On a songé non sans vraisemblance, à une intervention du duc tout dévoué au roi, dit J. Marilier. Un nouveau concile se réunit le 15 janvier 1200, cette fois à Vienne (Isère), en terre d’Empire et l’interdit y est solennellement prononcé. La sentence n’est promulguée à Dijon que le 5 février 1200. « Le royaume fut en interdit. C’était la plus grave des sanctions ecclésiastiques car elle empêchait d’accomplir tout acte religieux dans le territoire frappé. La sanction fut appliquée dans les diocèses de Mâcon, de Langres, d’Autun, et sans doute dans celui de Chalon ». L’interdit dure sept mois. Sur la promesse de reprendre Ingeburge que fait le roi au cardinal Octavien le nouveau légat, l’interdit est levé. La nouvelle n’est connue à Dijon que le 13 septembre 1200.

### Richard Cœur de Lion à Dijon, une visite non dénuée d’intérêt
Philippe Auguste et Richard Cœur de Lion se livrent une guerre sans merci ponctuée de trêves toujours rompues. En 1197, Philippe subit de sérieux revers qui le mettent dans une situation très critique. Une coalition féodale se développe contre lui et Richard négocie avec les féodaux pour augmenter encore le nombre de ses alliés : le comte de Flandre et de Hainaut, Baudoin IX, le comte de Boulogne Renaud de Dommartin, Louis, comte de Blois, le comte de Toulouse Raimond VI étaient déjà de ceux passés à l’ennemi. Au début de mai 1198, Richard passe par Dijon en se rendant dans la vallée du Rhône où il est reçu par Eudes. Le Plantagenêt caresse l’espoir d’en faire un nouvel allié. Il juge bon, à cette occasion, de renouveler la donation de l’abbaye de Scarborough dans le Yorkshire, avec toutes ces dépendances à l’abbaye de Cîteaux mettant ainsi à disposition des cisterciens les revenus d’une région qui tirait l’essentiel de ses ressources de la pêche et de la sécherie de harengs.
Eudes III suit la même politique de fidélité envers le roi et reste un de ses auxiliaires les plus sûrs, mais Philippe ne néglige rien pour que le mouvement de défection ne s’étende pas.

### Un don du roi: l’abbaye de Flavigny
Le roi de France convoque le duc à sa cour à Vincennes où ce dernier apparaît avec sa suite en novembre 1198. Il lui fait tenir serment de ne jamais contracter alliance avec Richard Cœur de Lion, ni même à se marier dans son entourage ou par sa médiation. Satisfait de l’assurance que lui donne le duc, il lui offre en donation immédiate, les droits qu’il détient sur l’abbaye de Flavigny et la cité de Flavigny qui devient ainsi propriété directe des ducs de Bourgogne.

### Chevauchées normandes
Philippe Auguste et Jean-sans-Terre se livrent une guerre sans merci. Lorsqu’il reprend la campagne de 1202 Philippe demande au duc de Bourgogne et au comte de Nevers de venir, avec d’autres grands vassaux, l’assister dans la lutte. Les armées des belligérants ravagent le territoire normand. Innocent III met tout en œuvre pour mettre fin à cette lutte et renouvelle ses appels à la croisade. Il devient même menaçant envers le roi de France dans sa lettre du 26 mai 1203. Eudes et les grands vassaux répondent au pape en signant au Vaudreuil, en juillet 1203 l’engagement suivant :

« J’ai engagé Philippe, illustre roi de France, à ne faire ni paix ni accommodement avec le roi d’Angleterre, malgré les menaces du pape. J’ai promis au roi, mon seigneur lige, et je lui ai juré d’employer mes forces à le secourir ; je ne ferai la paix avec le pape qu’avec le roi. »

### Artisan de la victoire à Bouvines
Dans la lutte que se livrent Jean-sans-Terre et Philippe Auguste, Jean prépare une terrible vengeance. En 1214 il fomente contre le roi de France une ligue puissante composée de l’empereur Otton de Brunswick, contesté sur le trône impérial et neveu de Jean-sans-Terre, Renaud de Dammartin, comte de Boulogne et Ferrand comte de Flandre. Philippe convoque tous ses vassaux pour résister aux troupes de la coalition. Eudes III se rend à son appel avec mille ou douze cents hommes, cent chevaliers, autant d’écuyers, trois à quatre cents sergents à cheval et un nombre de servants à peu près égal. On peut admettre que les communes de Dijon, de Châtillon, de Beaune, d’Avallon étaient représentées par quelques-uns de leurs membres. Eudes encore présent dans son duché en juin 1214 avait rejoint le 23 juillet 1214 le roi à Péronne. Le combat s’engage le dimanche 27 juillet 1214. Les troupes du duc occupent l’aile droite du dispositif. Dès le début de la charge le duc a son cheval tué sous lui et tombe lourdement à terre. E. Petit indique « …que cette chute avait une certaine gravité, car si Eudes III avait dans sa jeunesse une obésité précoce, à l’âge de quarante-huit ans qu’il avait alors, il était affligé d’une extrême corpulence ». Il reprend la bataille jusqu’à la victoire finale. Mais il est blessé, plus qu’il ne le laisse paraître. Il reprend le chemin de la Bourgogne. Son état ne lui permettant pas d’atteindre Dijon il s’arrête à l’abbaye de Fontenay pour s’en remettre aux bons soins des religieux. Il y séjourne jusqu’à une partie de septembre, lorsque sa convalescence lui permet de se faire transporter à Dijon.

## EudesIIIet les croisades

### Refus de prendre la tête de la quatrième croisade
Jérusalem était aux mains des Musulmans depuis sa reprise par Saladin en 1187. Le pape Innocent III stimule par de fréquents appels le zèle des chrétiens qu’il appelle au secours de leurs frères d’orient. Foulques de Neuilly curé de Neuilly-sur-Marne prêche en 1199 une nouvelle croisade au château d’Écly-sur-Aisne en Champagne. Thibaut III, comte de Champagne, malgré sa jeunesse, prend la croix et est élu chef de cette expédition. Mais à peine se met-il en route que la mort le surprend à Troyes, le 24 mai 1201. Eudes est invité à prendre sa succession mais oppose un refus en expliquant qu’il avait mieux à faire.
Geoffroi de Villehardouin rend compte des démarches qui furent faites auprès du duc de Bourgogne pour qu’il prenne la succession de Thibaut III dans cette expédition. 

« Sire, ton cousin est mort, tu vois le dommage qu’il est advenu à la terre d’Outremer. Pour Dieu nous venons te prier que tu prennes la croix et que tu secoures la terre d’Outremer à sa place. Et nous te donnerons tout son avoir et te jurons que nous servirons l’armée en bonne foi comme nous le ferions avec lui. Tel fut sa volonté qu’il refusa et fit savoir qu’il pouvait bien mieux faire. »

 La conduite de cette croisade revient, après le refus du comte de Bar, à Boniface, marquis de Montferrat. Au rendez-vous du chapitre général de Cîteaux, du 14 septembre 1201, une foule de nouveaux hauts personnages du Duché et du Comté de Bourgogne se joint aux croisés.

### La croisade des albigeois
Le meurtre de Pierre de Castelnau en janvier 1208, représentant direct du Saint-Siège tué à la suite d’une querelle, décide du sort des albigeois. À la suite de cet acte inouï, Innocent III lance de représailles et prend la résolution par suite de laquelle tant d’hommes ont péri : il propose une croisade contre les Méridionaux. Les féodaux du Centre et du Nord terminent leurs préparatifs et la guerre sainte commence en juillet 1209. Eudes III fait partie de l’armée qui descend le Rhône avec pour but l’extermination générale des hérétiques et de leurs défenseurs. Le duc entreprend cette expédition sans aucun enthousiasme et presque à contre cœur et ne veut rien entreprendre sans l’assentiment royal. Le 1er mai 1209 Philippe Auguste, tient conseil à Villeneuve-sur-Yonne avec les représentants du pape, Milon et Arnaud, abbé de Cîteaux et ses barons au nombre desquels comptaient Eudes, Hervé, comte de Nevers, Gaucher de Châtillon, comte de Saint-Pol. Le roi trop menacé par ses affaires contre le roi d’Angleterre et l’empereur Othon décline l’invitation. Eudes, portant la croix sur sa poitrine, est encore à Compiègne le 17 mai 1209 où il assiste avec nombre de barons auxquels se sont joints Étienne, comte d’Auxonne et Jean son fils, à de la cérémonie de remise des insignes de la chevalerie au fils de Philippe Auguste, Louis. Le 24 juin 1209 le duc est à l’abbaye de Tart puis se rend à Cîteaux, là, il fait don aux religieux d’une partie de la forêt de Fesc et gagne Chalon-sur-Saône où il se trouve fin juin. Le Rhône passé à Avignon, la grande armée des croisés arrive à Montpellier, puis le 21 juillet 1209 devant Béziers, la ville du vicomte Raimond-Roger Trencavel, lieu d’un  massacre où les croisés se seraient comportés à la manière du fameux mot attribué à Arnaud par le moine cistercien allemand Césaire d’Heisterbach : « Tuez-les tous, Dieu saura reconnaître les siens ».
Dans un traité du mois de juillet, Eudes et le comte Hervé font serment de protéger et de garder fidèlement les habitants de Narbonne avec tous leurs biens, puis l’armée des croisés se dirige sur Carcassonne où elle arrive le 1er août 1209. La ville se rend le 15 août 1209. Eudes s’oppose fermement à la destruction de la cité. Pressenti par Arnaud pour prendre la souveraineté des territoires conquis, le duc de Bourgogne aurait eu cette réponse : « J’ai assez de terres et de seigneuries sans prendre celle-là et sans déshonorer le vicomte, car on lui a fait déjà assez de mal sans le priver de son héritage ». La souveraineté de ces territoires est finalement donnée à Simon IV de Montfort.
Eudes décide de s’en prendre au château de Cabaret, à quelques lieues de Carcassonne. Devant l’opiniâtreté de la résistance, il abandonne et décide trois jours après de reprendre le chemin qui le ramène en Bourgogne.

## Chevauchées, encore et toujours
Le duc est continuellement en déplacement. Soit qu’il ait besoin de régler les affaires personnelles relevant de la gestion du duché, soit qu’il réponde à des sollicitations de parents, d’alliés ou de son suzerain le roi ou encore du pape.

### Dans le comté d’Albon
En 1207, il rend visite à son frère André Dauphin de Bourgogne (connu aussi sous le nom de Guigues VI de Viennois, bien que ce soit une erreur), dans ses états du Dauphiné.

### À Lyon
En 1208, il se trouve à Lyon. « Il n’y était pas venu de son chef, mais avait reçu des ordres du roi » qui lui demande de pacifier les querelles qui se sont élevées entre l’archevêque Renaud de Forez, les chanoines de Saint-Jean et les habitants de la ville. L’accord entre les deux partis est signé en septembre 1208.

### À Embrun
En 1210, on le trouve à Embrun, dans l’une des possessions de son frère André, où ensemble, ils accordent des privilèges aux habitants.

### Médiateur à Romans
En 1213, il se rend à Valence et à Romans. Renaud de Forez et l’archevêque de Vienne se joignent à lui en chemin. Ils doivent y retrouver Simon de Montfort. Aymar de Poitiers-Valentinois, partisan du comte de Toulouse, possesseurs de domaines dans cette contrée défiait Simon. Eudes III est appelé en médiateur. Après plusieurs jours de pourparlers sans résultat le duc entre dans une violente colère contre Aymar, et le menace de secourir Simon par les armes s’il ne voulait pas s’amender. Intimidé, ce dernier consent à traiter. C’est à cette conférence qu’il arrête le mariage de Béatrice, la fille d’André, avec Amaury de Montfort, fils de Simon.

### La succession de Champagne
À la mort de Thibaut III sa succession est contestée par Érard de Brienne. Les évènements qu’elle entraîne sollicitent continuellement les interventions du duc, partisan avec le roi de France et le pape de la cause de Blanche de Navarre qui défend les droits de l’enfant à naître, Thibault IV de Champagne, ou Thibaut le Posthume. À la fin de 1215 ou au début de 1216 les belligérants sont en pleine hostilités. Eudes est le promoteur d’une trêve, conclue en avril 1216, qui permet la comparution des intéressés assignés devant un tribunal présidé par le roi en juillet suivant à Melun.
Le duc profite du court répit pour se rendre en juin 1216 dans le comté d’Albon près de son frère. Il fut exact au rendez-vous de juillet à Melun où Érard de Brienne accepte de se soumettre, mais il rentre néanmoins en campagne quelque temps après. En mars 1217, une autre assemblée a lieu à Melun, le duc s’y trouve également. Érard de Brienne a l’art de mettre dans ses intérêts Thiébaud Ier, duc de Lorraine en lui promettent la cession d’une partie des domaines qui étaient l’objet de la revendication. Une suspension d’armes intervient le 24 février 1218, mais la guerre reprend avec vigueur. Il faut faire vite : Eudes III a pris l’engagement de partir en croisade à la Saint-Jean de 1218.
Une bataille est livrée dans les environs de Châteauvillain à laquelle le duc assistait en personne. Puis les épisodes qui terminent cette campagne et qui réduisent définitivement le duc de Lorraine se passent alors devant Nancy, dans les derniers jours de mai 1218. La comtesse Blanche et Eudes III s’y trouvent. La ville est livrée aux flammes. Le duc de Lorraine se rend.
Pendant ce temps Honorius III presse le duc de mettre à exécution son vœu de croisade. Présent le 1er juin 1218 à Nancy, le duc passe le 7 dans le Langrois. Arrivant à la mi-juin il au centre du duché, il prend de suite les dispositions pour la croisade. Fidèle aux engagements qu’il a pris, le duc part pour la croisade à la Saint-Jean.

## Le duc en son duché

### Les chartes communales
Les villes ont été très largement affranchies dans le courant du XIIIe siècle. Hugues III, son père, a donné l’exemple. Les embarras financiers dans lesquels l’a placé son échec devant Vergy et peut-être aussi avec les sollicitations de la population ont déterminé le duc à donner en 1183 à la ville de Dijon, un régime analogue au régime dont jouit la ville de Soissons. Il concède aux Dijonnais une charte de commune ad fornam communie Suessionis, dit J. Richard ; charte qui est modifiée en 1187. Mais la concession n’est pas accordée gratuitement, elle coûte aux Dijonnais la somme annuelle de cinq mille marcs d’argent. Eudes III à court d’argent suit la voie ouverte par son père. Beaune obtient sa charte en 1203 : elle copiait les termes de celle de Dijon. Montbard a acheté au duc en 1201 son affranchissement. Avallon est doté d’une charte d’affranchissement en 1214 qui suit les usages de Vézelay mais elle ne donne pas le droit à la commune de s’administrer elle-même. Talant reçoit sa charte en 1216. L’opposition de l’évêque de Langres, suzerain de la ville et propriétaire de la moitié de Châtillon fait échouer Eudes III dans sa tentative de créer en 1208 une commune à Châtillon-sur-Seine.

### Le château de Talant

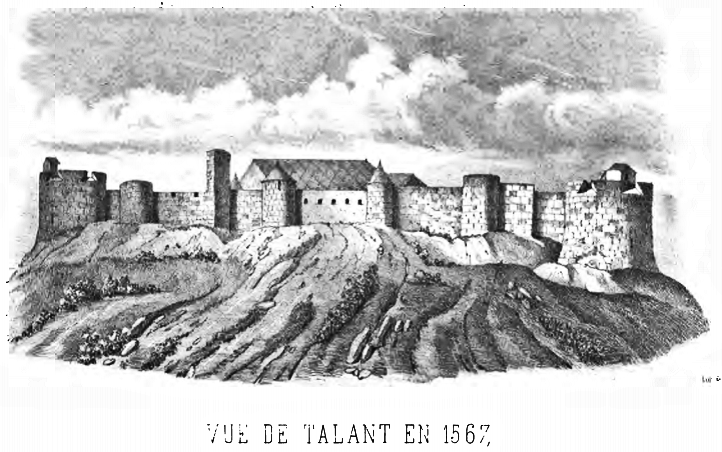
Le château de Talant, Côte-d’Or, Bourgogne, érigé par le duc Eudes III de Bourgogne. Tiré de : Mémoires de l’Académie des Sciences, Arts et Belles-Lettres de Dijon, 1832.

La création du château de Talant est une œuvre toute politique du duc. Il cherche à s’affranchir de la tutelle des barons et du haut clergé, toujours prêts à contester son autorité. La construction de Talant apparaît comme une manifestation de la volonté d’Eudes III à s’émanciper de cette tutelle. À ce motif politique s’ajoutent deux motifs stratégiques : le château contrôle la route de Dijon et il offre aussi à ses archives et à son trésor le refuge inviolable que Dijon, depuis l’acquisition de son nouveau statut de commune, n’est plus en mesure de lui donner.
Le sommet de ce rocher, (le mons de Talanz, ce nom de Talant servait jadis à désigner une montagne isolée) alors un lieu stérile et inculte, une possession de l’abbaye de Saint-Bénigne de Dijon, allait devenir propriété du duc. En 1208, Eudes mène de dures négociations avec l’abbaye, qui n’a pas pour principe d’accepter la cession complète d’un bien temporel. Les conditions sont telles dit J. Garnier « qu’il fallut tout le désir qu’en avait le duc pour y acquiescer ». Le duc ratifie toutes les exigences des religieux.
Sans attendre le résultat de ces négociations, Eudes fait commencer les travaux dès 1208.
Très vite on trace le circuit des murailles que couronne un rempart crénelé reliant trente-trois tours, plus élevées que les murs et terminées par des toits coniques. La muraille est percée de deux portes. À l’est, entre deux tours rondes, s’ouvre la porte d’Amont ou Dijonnaise et au nord-ouest, dans la tour des Arbalétriers s’ouvre la seule entrée possible pour les voitures. Il fait aussi élever le château, qui comporte une tourelle à chacune de ses extrémités : à l’ouest celle dite Tour du trésor, l’autre nommée Tour des Armures, réservée aux engins de guerre.
Le duc presse les travaux. Au mois d’août 1213, au retour d’une chevauchée en Flandre la forteresse se dresse sur le plateau et le duc peut solennellement s’y installer.
Le duc y attire des habitants par l’octroi de franchises et leur octroie une charte de commune promulguée en novembre 1216 ; ce qui eut pour effet de peupler rapidement la nouvelle ville et d’irriter les chanoines de Saint-Étienne dont les sujets abandonnaient les villages d’Ahuy et de Quetigny pour gagner Talant.
Durant quatre siècles, (1209-1609), le château de Talant fut la citadelle et la bastille de Bourgogne.

### L’hôpital du Saint-Esprit
Le duc sent le besoin d’assurer le repos de son âme et, peut-être, de rentrer en grâce auprès du pape. Il songe à donner à Dijon un hôpital pour les pèlerins, les pauvres, les malades, les vieillards, les enfants abandonnés et pour « accomplir les sept œuvres de miséricorde, ». À Rome, Innocent III avait déjà fondé, en 1198 l’hôpital du Saint-Esprit. Un îlot, au faubourg d’Ouche, entre deux bras de l’Ouche fournit au duc l’emplacement idéal. Il y fait construire en 1204 trois bâtiments, l’hôpital proprement dit, la maison conventuelle et l’église, le tout complété par un jardin.
Comme à Rome, les moines soigneurs sont de l’ordre des Hospitaliers du Saint-Esprit de Montpellier sous la règle de saint Augustin.
L’hôpital prendra par la suite le nom de Notre-Dame de la charité.
Les bâtiments médiévaux ont disparu en 1780
C’est sur ce site que se trouve actuellement l’Hôpital général de Dijon.

## La dernière chevauchée
De retour de son expédition en Lorraine, Eudes III arrive à la mi-juin 1218 au centre du duché et, prend de suite les dispositions pour la croisade afin de partir après les fêtes de la Saint-Jean : fidèle aux engagements qu’il a souscrit envers le pape Honorius III qui le presse de partir. Le duc gagne Cîteaux comme première étape avec la duchesse Alix et l’évêque de Langres, Guillaume de Joinville. De Cîteaux, Eudes se met à la tête du corps de croisés et se dirige sur Lyon où il arrive le 6 juillet 1218. C’est là qu’il est frappé brutalement, probablement d’une affection de cœur, à laquelle les fatigues de ses dernières campagnes pouvaient faire craindre, et qu’il trouve la mort à l’âge de cinquante-deux ans. Son corps fut apporté à Cîteaux, et inhumé devant le grand autel. De sa femme Alix de Vergy, qu’il a épousée en 1199 et qui est décédée le 3 mai 1251, Eudes III laisse un fils, Hugues âgé de six ans, qui lui succédera après la régence d’Alix, et trois filles. Les filles qu’elle lui donna sont, Jeanne, mariée en 1222 à Raoul II de Lusignan, comte d’Eu ; Béatrix, femme de Humbert III, seigneur de Thoiré et de Villars en Bresse ; et Alix, morte sans alliance en 1266.
Il avait régné sur la Bourgogne pendant vingt-six ans. E. Petit ajoute : La Bourgogne, heureuse et prospère, sous un duc aimé et populaire, avait acquis une grande importance ; elle avait joué un rôle considérable dans les affaires politiques, avec une administration intelligente, ferme et sage, que dominait une autorité puissante et respectée ».